# Depressa albicosta
Depressa albicosta är en tvåvingeart som beskrevs av Malloch 1927. Depressa albicosta ingår i släktet Depressa och familjen lövflugor. Inga underarter finns listade i Catalogue of Life.